# Alda Lara
Alda Ferreira Pires Barreto de Lara Albuquerque, känd som Alda Lara, född 9 juni 1930 i Benguela, Angola, död 30 januari 1962 i Cambambe i provinsen Cuanza Norte, var en angolansk författare och poet.

## Biografi
Alda Lara växte upp i en förmögen portugisisk familj på 1930-talet och gick i kristen flickskola i Sá da Bandeira. Efter sex år i skolan skickades hon till Lissabon för att avsluta sin gymnasieutbildning och studerade sjukvård.
I Lissabon hade Lara en nära kontakt med Casa dos Estudantes do Império och fick tillgång till vetenskapliga tidskrifter och tidningar från Angola. Hon fick sina första dikter publicerade i Mensagem ("Budbäraren"), en tidskrift som var ett organ för "Geração de 50" (generation 50-talet).

## Författarskap
Laras dikter publicerades postumt och visar på ett starkt engagemang för Angolas folk.

## Eftermäle

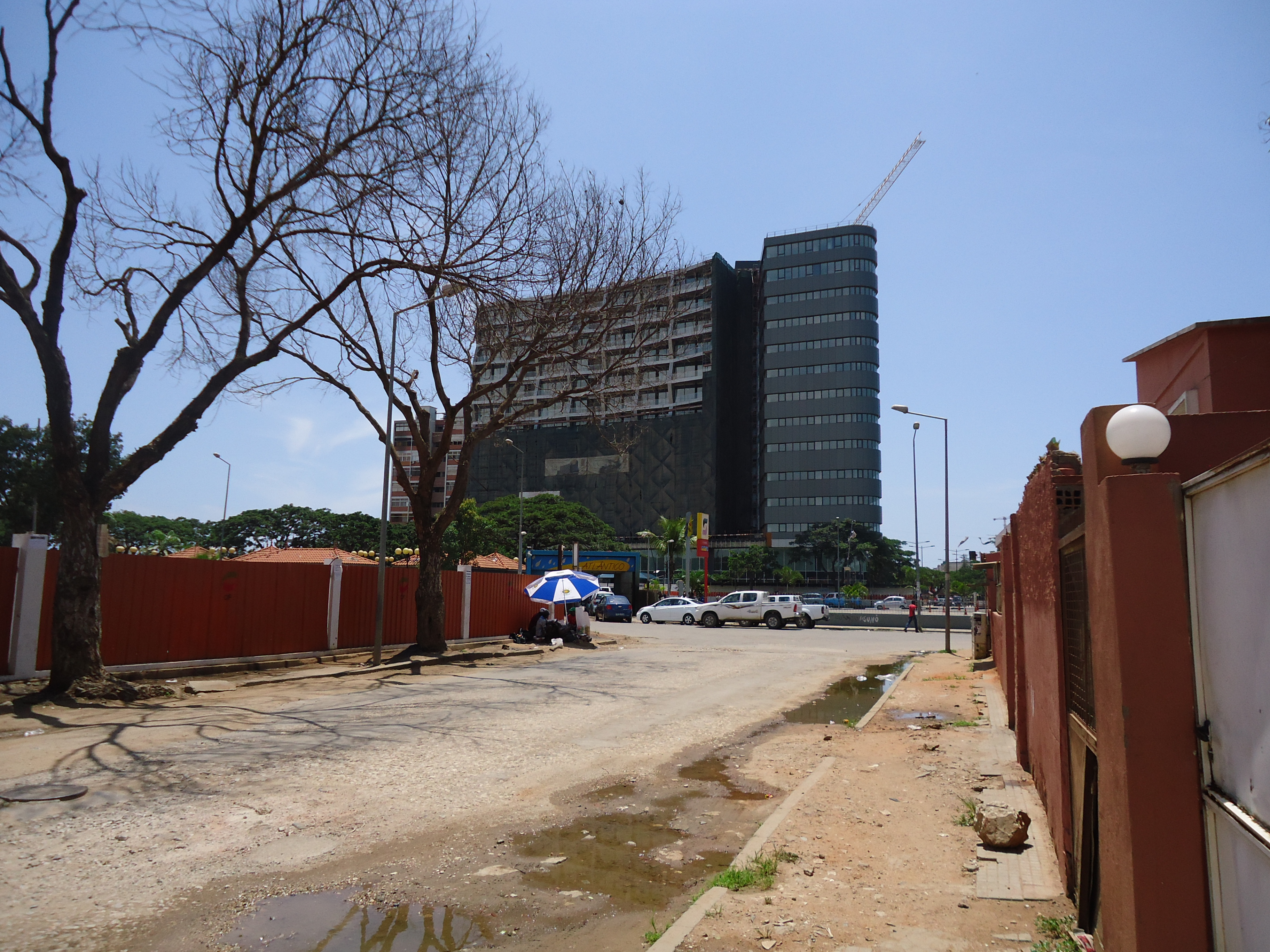
Rua Alda Lara, Luanda

Efter hennes död instiftade Sá da Bandeiras kommunfullmäktige Alda Lara-priset för poesi på portugisiska. I Luanda finns en gata uppkallad efter henne.

### Poesi
- Poemas (1966)
- Poesia (1979)
- Poemas (1984) (hennes samlade verk)

Några dikter finns översatta till svenska.

### Berättelser
- Tempo da Chuva (1973; 'Regnets tid')

### Antologier
Lara finns representerad i flera antologier:
- Antologia de poesias angolanas (1958; 'Antologi med angolansk poesi')
- Amostra de poesia (1959; 'Poesiförsök')
- Antologia da Terra Portuguesa (1962; 'Antologi med portugisiska länder' )